# António Teles de Meneses
António Teles de Meneses, 1.º Conde de Vila Pouca de Aguiar (cerca de 1600 — julho de 1657) foi um nobre e administrador colonial português.

## Biografia
Inicialmente serviu como capitão de Diu, como general das armadas de remo e de alto bordo, depois foi nomeado como 46.º Governador da Índia em 1639, onde ficou até 1640.
Devia ter regressado no final desse ano ao Reino de Portugal pois a História o descreve como sendo um dos Quarenta Conjurados que, na revolução do 1 de Dezembro de 1640, restabeleceram a Independência de Portugal em relação ao jugo de Castela.
Tomou posse na Bahia como 18º governador do Brasil em 26 de dezembro de 1647.
Era o primeiro conde de Vila Pouca de Aguiar e levava a incumbência de socorrer a capitania na ameaça do coronel Sigismund van Schkoppe, para desalojar da cidade de Salvador, usando o galeão Bom Jesus de Portugal para o dirigir. Este mais os restantes sitiados holandeses que acabaram por abandonar a capitania para ir socorrer Pernambuco. A conjugação dos esforços diplomáticos e militares resultou na batalha dos Guararapes, a 19 de Abril de 1648, na qual os Holandeses saíram derrotados. O acontecimento marcou o governo do conde de Vila Pouca. 
Foi também durante o seu governo que foi criada, em Lisboa, a Companhia Geral do Comércio do Brasil em moldes semelhantes aos da Companhia Holandesa das Índias Ocidentais.
Depois de governar o Brasil, prestou socorro a Angola, onde esteve como governador até 1652.
De regresso ao Reino, foi nomeado alferes-mor do  D. João IV de Portugal e, novamente, vice-rei da Índia, funções que não chegou a exercer pois foi surpreendido pela morte quando viajava para a Índia para tomar posse do novo cargo. 
Com a morte do rei, no ano de 1656, foi um dos fidalgos que carregou o caixão do soberano.
Em várias terras de Portugal, diz Veríssimo Serrão em «História de Portugal», volume V, página 115, "fizeram-se levas de homens para a sua armada. Em Coimbra e Esgueira houve soldados que fugiram e outros que se escusaram, invocando terem a seu cargo os pais e as mães viúvas. (…) Ordenou-se, ao mesmo tempo, o embarque para o Maranhão dos presos degredados do Limoeiro, devido à falta de gente que havia naquela capitania (decreto de 30 de julho de 1648)".

## Vice-rei (1657)
"Para fazer frente à ofensiva holandesa contra o Estado Português da Índia, em 1657, decidiram a Regente e os seus ministros tomar a medida que se impunha: a reconstituição da nossa armada de alto bordo da Índia. Para o cargo de Vice-Rei foi nomeado António Teles de Meneses (que já tinha sido governador), um dos raros chefes de mar que havia em Portugal". Partiu a armada em 4 de Abril, mas "durante a viagem faleceu. A armada ia toda junta, o que era caso raro, chegou a salvamento a Mormugão a 5 de Setembro e à barra do Mandovi dois dias mais tarde."

## Dados genealógicos
D. António Teles de Meneses foi o quinto filho de Rui Teles de Meneses (c. 1560¬1616), 8º senhor de Unhão, e de D. Mariana da Silveira.
Casou duas vezes, mas não teve qualquer descendência legítima.
- 1º com D. Maria de Castelo Branco, filha herdeira de D. Jorge de Castelo Branco, que fora capitão de Ormuz, e de D. Maria de Mendonça.
- 2ª com sua prima D. Helena de Castro, filha de Álvaro da Silveira, cavaleiro da Ordem de Cristo, e de D. Ana de Castro.

Apenas teve um filho, ilegítimo, de D. Maria Landrove, D. Aires Teles de Meneses. Este viria a unir-se a D. Joana Maria de Castro que foi a 2º condessa de Vila Pouca de Aguiar. 